# Segunda División de Baréin
La Segunda División de Baréin (en árabe: ادوري الدرجة الثانية البحرين) es la liga de fútbol de segundo nivel del sistema de ligas en Baréin.
Luego de finalizar la temporada, el equipo ubicado en el primer lugar asciende a la máxima categoría, mientras que el segundo equipo juega un repechaje contra el equipo de la Liga Premier de Baréin ubicado en la penúltima posición.

## Lista de campeones
- 2002/2003: Al-Sahel
- 2003/2004: Manama
- 2004/2005: Setra
- 2005/2006: Al-Hala
- 2006/2007: Al-Hadd
- 2007/2008: Malikiya
- 2008/2009: No hubo
- 2009/2010: --
- 2010/2011: Al-Hadd
- 2011-2012: --
- 2012-2013: Setra
- 2013-2014: East Riffa
- 2014-2015: Al Ahli
- 2015-2016: Bahrain SC

## Temporada 2017-18
- Bahrain Club
- Al Hala Club
- Budaiya
- Busaiteen Club
- Isa Town FC
- Sitra Club
- Al Ittifaq Maqaba
- Al Tadamun Buri
- Qalali Club

Fuente: